# رافیک پطروسیان
رافیک گارگینی پتروسیان (Ռաֆիկ Գարեգինի Պետրոսյան؛ زادهٔ ۱ مهٔ ۱۹۴۰ - درگذشته ۱۷ دسامبر ۲۰۲۱) یک سیاستمدار و حقوق‌دان اهل ارمنستان است که از تاریخ تا تاریخ سمت نمایندگی دوره‌های سوم و چهارم مجلس ملی جمهوری ارمنستان را برعهده داشت.

## زندگی‌نامه
وی در ۱ مهٔ ۱۹۴۰ در کیروواکان به دنیا آمد و از دانشکده حقوق دانشگاه دولتی ایروان فارغ‌التحصیل شد.  وی در ۱۷ دسامبر ۲۰۲۱ در سن ۸۱ سالگی در ایروان درگذشت.

## یادداشت
1. ↑  ՀՀ Ազգային ժողովի պետական-իրավական հարցերի մշտական հանձնաժողովի նախագահ